# Perriers-sur-Andelle

Perriers-sur-Andelle este o comună în departamentul Eure, Franța. În 1 ianuarie 2022 avea o populație de 1.791 de locuitori.